# Batalla de Temalaca
La batalla de Temalaca fue una acción militar de la guerra de Independencia de México, efectuada el 5 de noviembre de 1815, en la actual localidad de Temalaca, Puebla. Los insurgentes comandados por el general José María Morelos fueron derrotados por las fuerzas realistas. Al término de la batalla, fue tomado prisionero el general Morelos, dando término con su muerte a la segunda fase la guerra de independencia mexicana.